# Запруддя (зупинний пункт)
Запру́ддя — закритий пасажирський зупинний пункт Рівненської дирекції Львівської залізниці.
Розташований біля села Запруддя, Камінь-Каширський район, Волинської області на лінії Вербка — Камінь-Каширський між станціями Вербка (25 км) та Камінь-Каширський (24 км).
Станом на кінець лютого 2019 року пасажирське сполучення відсутнє.